# Lacerna watersi
Lacerna watersi is een mosdiertjessoort uit de familie van de Lacernidae. De wetenschappelijke naam van de soort is voor het eerst geldig gepubliceerd in 1989 door Hayward & Thorpe.